# Calle Maestro Vidal
Coordenadas 31°25′9″S 64°13′38″O / -31.41917, -64.22722

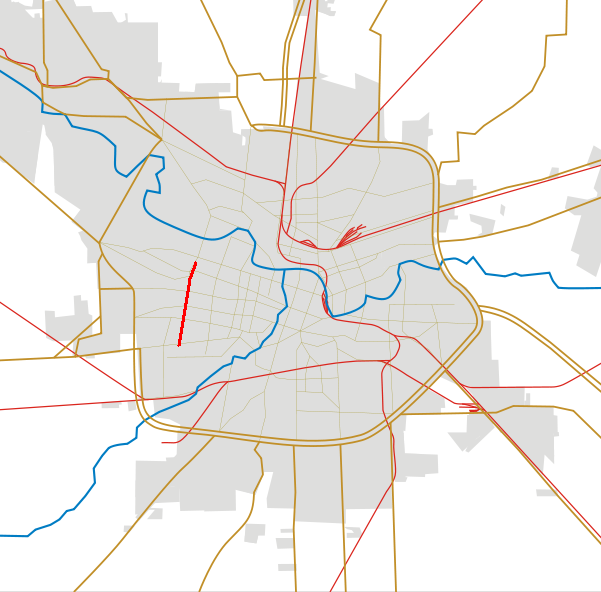
Recorrido de esta arteria importante de la capital provincial.

La calle Maestro Vidal es una avenida de tránsito concurrido en el sector sur de la Ciudad de Córdoba (Argentina).
Tiene la nomenclatura 0-1800 (va desde calle Deán Funes hasta la Avenida Fuerza Aérea Argentina).
Tiene cuatro carriles de circulación, dos para cada sentido ya que tiene dos manos de circulación, que por cuestiones adversas solo dos carriles son transitables, uno por cada mano o sentido de circulación.

## Historia
La historia marca que este maestro tenía setenta y siete años de edad, cuando el 27 de mayo de 1874 moría en la capital cordobesa alguien acompañado por la simpatía y el respeto de la ciudad toda, por la obra educacional desarrollada: Justo Vidal, a quién nadie dejaba de llamar respetuosamente, “el maestro Vidal”. Nacido en Buenos Aires, el 28 de mayo de 1797, su progenitor fue Antonio Vidal, español, y Paula Allende, argentina. Actuó en el ejército del Norte durante cinco años, desde 1815, mostrando como puntos más valiosos de su personalidad los de ser valiente, patriota, y con permanente ansiedad de estudio. Se casó con Pascuala Cordero, el 9 de mayo de 1820, en Córdoba, y fueron doce sus hijos. Desde su instalación en esta ciudad, se dedicó a la enseñanza y hacia 1825 su escuela contaba con 81 alumnos, comenzando a mostrar un crecimiento en la actividad educativa de aquella época. De él recibían lecciones de lectura, escritura, matemáticas, gramática castellano, nociones de latín, y la cuota mensual era de dos a cuatro reales por estudiante. Tenía su morada en la calle Entre Ríos 284. Era aquel un verdadero hogar para los niños, y el docente un dechado de fervor patriótico, de humildad y de grandeza moral. No estuvo exenta de vicisitudes su existencia como en todo ser humano, pero en su magisterio se imponía por la autoridad que la sola presencia de don Justo Vidal exponía ante los concurrentes a sus clases. En vida, y en alta edad, se reconocieron públicamente sus virtudes ciudadanas, y el 1 de julio de 1870 se le concedió una pensión vitalicia por las obras realizadas durante su extensa carrera, en la que demostró una dedicación plena hacia la educación y los jóvenes que se acercaban a dicha entidad educativa. Una calle del Barrio Alto Alberdi lleva el nombre de “Maestro Vidal” casi como una manera de brindarle un merecido homenaje a un patriota que demostró su cariño y amor hacia la educación y con aquellos que tenían como objetivo principal crecer todos los días en lo . Por ordenanza del 1 de junio de 1909 se nombró una comisión para la nomenclatura de las calles y poco después propuso para una de ellas la de esa inolvidable figura. 

## Cruces semaforizados
La avenida Maestro Vidal cuenta con seis cruces semaforizados.
- Maestro Vidal y avenida Duarte Quirós

- Maestro Vidal y avenida Santa Ana

- Maestro Vidal y Angelo de Peredo

- Maestro Vidal y Luis Agote

- Maestro Vidal y Avenida Fuerza Aérea Argentina

- Maestro Vidal y Luis de Azpeitia

## Transporte sobre la avenida
Véase: Anexo:Recorrido de colectivos en la Ciudad de Córdoba (Argentina)
Sobre la calle Maestro Vidal circulan sólo líneas pertenecientes a la empresa AUTOBUSES SANTA FE ya que por allí pasan la línea 600 y Línea 601 que llegan hasta la avenida Fuerza Aérea.
También pasan los colectivos interurbanos FonoBus y Panaholma.
| Corredor | Líneas      |
| -------- | ----------- |
|          | - 600 - 601 |
|          | - D3        |